# Preiss
Preiss – polski herb szlachecki z nobilitacji.

## Opis herbu
W polu błękitnym trzy wzgórza zielone, zza których wyskakuje lew złoty, z szyją przeszytą strzałą srebrną.
Klejnot lew ze strzałą jak w godle.
Labry błękitne, podbite złotem.

## Najwcześniejsze wzmianki
Nadany 18 lutego 1578 Krzysztofowi Pannoniuszowi Preissowi a Springenburg.

## Herbowni
Preiss.